# Fritz Modrow
Fritz Johannes Albert Modrow (* 10. Juni 1888 in Bartikow, Kreis Greifenhagen; † 24. Januar 1986 in Kippenheim / Schwarzwald) war ein deutscher Maler, Architekt und Kunstgewerbler.

## Leben
Modrow wurde 1888 als Sohn eines Großbauern in Bartikow geboren. Nach der Schulzeit studierte er Architektur und Baukunst an der Baugewerkschule in Stettin und widmete sich bereits intensiv der Malerei. Modrow nahm nach ersten Arbeiten als freier Künstler 1909 ein Studium an der Akademie der Künste in Berlin auf. Dort beeinflussten ihn insbesondere Max Liebermann und Lovis Corinth. Nach Abschluss des Studiums errichtete Modrow ein erstes Atelier in Berlin-Moabit. Unter den Baudirektoren Frey und Ötken beteiligte sich Modrow an zahlreichen Baugestaltungen und Restaurationsprojekten.
Im Jahr 1913 heiratete Modrow Frieda Luise Brüger (1891–1968) die selber als Kunstgewerblerin tätig war und teilweise nach Entwürfen ihres Mannes Gobelins herstellte. Bereits im Jahr 1914 wurde Modrow im Ersten Weltkrieg einberufen und kehrte erst im Frühjahr 1919 nach Berlin zurück.
Nach dem Ersten Weltkrieg betätigte sich Modrow als Maler und als Bühnenbildner an verschiedenen Theatern in Berlin, darunter auch für Inszenierungen von Max Reinhardt am Deutschen Theater. In den 1920er und 1930er Jahren war er auch im Bereich der Innenausgestaltung von Kirchen, öffentlichen Gebäuden und Privathäusern tätig. So erhielt er u. a. den Auftrag für die Raumgestaltung der im Zusammenhang mit der Neugründung des Bistums Berlin zur Kathedrale erhobenen und zwischen 1930 und 1932 grundlegend umgebauten St.-Hedwigs-Kirche. Er war auch an der Gestaltung der evangelischen Kirche in Stargard und dem während der dreißiger Jahre vielbesuchten Ballhaus Resi in der Nähe des Alexanderplatzes beteiligt. Von diesen Tätigkeiten ist aufgrund der beinahe vollständigen Kriegszerstörung der betreffenden Gebäude in Berlin nichts erhalten geblieben. Modrow erwarb sich in dieser Zeit auch ein Prestige als Gestalter von Filmkulissen, welches ihm auch in den folgenden Jahrzehnten noch zu zahlreichen Aufträgen der Filmindustrie verhalf.
In den späten 1930er Jahren zog Modrow mit seiner Frau nach Henningsholm in Pommern. Henningsholm, zwischen Wielgow und Płonia südöstlich von Stettin gelegen, heißt heute Oleszna und wurde 1939 Stettin angegliedert. Er leitete die Bauerweiterung des Schlosses in Bodenhausen des Barons von Bodenhausen und übernahm anschließend die Innengestaltung der neu entstandenen Räumlichkeiten. Modrow erwarb ein Grundstück, auf dem er nach eigenen Plänen eine Landvilla und ein Atelier errichten ließ. Das Gebäude ist bis heute erhalten geblieben. Ca. 1944 wurde er als 56-Jähriger zum Kriegsdienst eingezogen und geriet bald in englische Kriegsgefangenschaft.
Luise Modrow floh nach der Eroberung von Henningsholm durch die sowjetische Armee nach Wesermünde. Als mittelloser Mann kam Modrow 1945 aus der Kriegsgefangenschaft nach Jesteburg südlich von Hamburg. Zusammen mit seiner Frau lebte Modrow nach dem Krieg ein Leben in äußerster Armut. Im Jahr 1951 erhielten sie durch den Drogisten Bonnes eine Wohnung im ehemaligen Pfarrwitwenhaus.
In den Folgejahren betätigte sich Modrow an der Ausgestaltung von Bauten in Jesteburg und als Kunstgewerbler. Er gestaltete auch ein Ehrenmal für die Gefallenen des Ersten und Zweiten Weltkrieges auf dem Niedersachsenplatz im Zentrum des Ortes und war weiterhin als Maler tätig. Modrow unternahm mehrfach Reisen nach Luzern in die Schweiz. Modrow arbeitete auch für die Filmstudios in Bendestorf, für die er Bühnen- und Kulissenbilder schuf.
Nach dem Tode seiner Frau im Jahr 1968 zog er zu seiner Tochter in den Schwarzwald. Seine Arbeitskraft wurde durch eine einsetzende Sehschwäche bis hin zur völligen Erblindung eingeschränkt.

## Werk
Im Kunsthandel wird Modrow als „norddeutscher Landschaftsmaler“ bezeichnet. Neben einer Vielzahl von Landschafts-, Hafen- und Ortschaftsbildern schuf er aber auch zahlreiche Porträts und Porträtstudien sowie Alltagsdarstellungen verschiedener Art. Eine Sammlung seiner Werke aus verschiedenen privaten Schenkungen befindet sich heute im Besitz der Samtgemeinde Jesteburg und ist dort teilweise im Rathaus ausgestellt. Von Modrow sind bisher Ausstellungen zu seinen Lebzeiten in Freiburg im Breisgau, Karlsruhe, Wiesbaden und Hamburg bekannt. Das Staatsarchiv von Stettin verfügt über drei Gemälde von Fritz Modrow. Weitere Werke befinden sich im Bestand des Nationalmuseums Stettin.

## Ausstellungen (Auswahl)
- 1995: Ausstellung von 31 Werken im Heimathaus in Jesteburg[8]
- 1998: „Stettin in der deutschen und polnischen Malerei des 19. und 20. Jahrhunderts“ im Stettiner Schloss[6]
- 1999: „Stettin in der deutschen und polnischen Malerei des 19. und 20. Jahrhunderts“ in Kiel